# 7. Sinfonie (Schostakowitsch)
Die 7. Sinfonie in C-Dur, op. 60 von Dmitri Dmitrijewitsch Schostakowitsch, meist Leningrader Sinfonie genannt, ist eine Sinfonie in vier Sätzen. Die Widmung betraf den Widerstand und den späteren militärischen Sieg bei der deutschen Leningrader Blockade im Zweiten Weltkrieg. Während 871 Tagen vom 8. September 1941 bis zum 27. Januar 1944 verhungerten dort schätzungsweise eine Million Zivilisten.

„Ich widme meine Siebente Sinfonie unserem Kampf gegen den Faschismus, unserem unabwendbaren Sieg über den Feind, und Leningrad, meiner Heimatstadt …“

Die 7. Sinfonie gilt als eines der bekanntesten Werke Schostakowitschs. Ursprünglich sollte die Sinfonie nur aus einem Satz bestehen, dann entschloss der Komponist sich zum klassischen Aufbau mit 4 Sätzen. Schostakowitsch wollte zunächst jedem Satz einen Titel geben: 1. Krieg, 2. Erinnerung, 3. Die Weite der Heimat, 4. Sieg. Von diesem Vorhaben nahm er jedoch wieder Abstand, in den Partitureditionen sind diese programmatischen Überschriften ebenfalls nicht übernommen.

## Entstehung
Das Thema des ersten Satzes schrieb Schostakowitsch vor Beginn des Deutsch-Sowjetischen Krieges, um 1939 oder 1940. Dies waren Variationen in Form einer Passacaglia, mit einem ähnlichen Aufbau wie beim Boléro von Ravel: ein einfaches Thema, zunächst harmlos, das vor dem Hintergrund des trockenen Klopfens einer kleinen Trommel kraftvoll anwächst und sich zu einem furchterregenden Symbol der Unterdrückung entwickelt. Der Komponist zeigte diese Arbeit 1940 Kollegen und Studenten, führte sie aber nicht öffentlich auf. Im Sommer 1941, als Schostakowitsch eine neue Sinfonie zu schreiben begann, wurde die Passacaglia zu einer großen Folge von Variationen und trat an die Stelle der Durchführung im ersten Satz, der im August 1941 abgeschlossen wurde.
Am 8. September 1941 begann die Leningrader Blockade durch die schnell vorgerückten deutschen Truppen. Im schon belagerten Leningrad schrieb Schostakowitsch im Laufe des Monats September den zweiten und dritten Satz der Sinfonie. Am 1. Oktober 1941 wurde Schostakowitsch mit seiner Familie aus Leningrad ausgeflogen und konnte das Werk in Kuibyschew (Samara) fertigstellen, wo es am 5. März 1942 vom dorthin evakuierten Moskauer Orchester des Bolschoi-Theaters unter Leitung von Samuil Samossud uraufgeführt wurde. Die Moskauer Erstaufführung am 29. März fand ebenfalls unter lebensgefährlichen Umständen statt. Doch selbst ein Luftalarm konnte angesichts der fesselnden Musik die Zuhörer nicht dazu bewegen, die Schutzräume aufzusuchen.
Stalin war daran interessiert, die Sinfonie auch außerhalb der Sowjetunion bekannt zu machen. Am 22. Juni dirigierte sie Sir Henry Wood in London, und Arturo Toscanini leitete die erste Aufführung der Sinfonie in den Vereinigten Staaten, die am 19. Juli 1942 in New York mit dem NBC Symphony Orchestra stattfand. Schostakowitschs Wunsch nach einer Aufführung in Leningrad ging kurze Zeit später in Erfüllung: Ein Sonderflugzeug konnte die vollständige Orchesterpartitur nach Leningrad einfliegen. Die Leningrader Erstaufführung fand am 9. August 1942, während der Blockade, mit den wenigen noch lebenden Mitgliedern des Radioorchesters Leningrad und weiteren Musikern (Dirigent: Karl Eliasberg) statt.
Die deutsche Erstaufführung mit den Berliner Philharmonikern unter Sergiu Celibidache fand in der Staatsoper Unter den Linden in Berlin im Dezember 1946 statt.

## Werkbeschreibung

### 1. SatzAllegretto
Der erste Satz der Sinfonie entspricht dem Grundmuster eines Sonatensatzes. Schostakowitsch entwickelt zu Beginn ein Thema, das gemeinhin als Spiegel der Vorkriegsidylle und der Phase des friedlichen Aufbaus des Sozialismus in der Sowjetunion angesehen wird. Jedoch wirkt dieses erste Thema schon merkwürdig gestört und verzerrt. Diesem Thema steht ein zweites gegenüber, das deutlich idyllischer wirkt. An Stelle der Durchführung folgt nun das zentrale Thema mit elf Variationen. Dieses Thema wurde und wird im Allgemeinen als „Invasionsthema“ bezeichnet. Es soll den Einmarsch der faschistischen Truppen in die Sowjetunion symbolisieren. Aus den von Solomon Wolkow herausgegebenen Memoiren des Komponisten geht aber der Hinweis hervor, dass Schostakowitsch dieses Thema einst auch als „Stalinthema“ bezeichnete. Nach einer Aussage von Schostakowitsch selbst „bricht (dieses Thema) plötzlich in unser friedliches Leben ein.“ An die letzte Variation schließt sich ein neues, erregtes Thema an, das in einem etwas langsameren, doch immer noch lauten und chaotischen Abschnitt ausklingt, der abwechselnd von Blechbläsern und Streichern angeführt wird. Nun folgt ein langsamerer, zweiteiliger Abschnitt mit einem Fagott-Solo und einer beruhigenden Wiederholung des Anfangsthemas in den Streichern. Zum Abschluss des Satzes erklingt das „Invasionsthema“ in einer kurzen Coda ein letztes Mal in der Solotrompete, untermalt vom Schlagzeug.
Stilistische Mittel des „Invasionsthemas“ sind eine äußerst schlichte und monotone Melodie, die in den elf Variationen eine stete Steigerung durchmacht und schließlich das Stupide der Melodie mit einer grausamen Brutalität verbindet. Schostakowitsch verwendete hier Motive der Melodie Da geh ich zu Maxim aus Franz Lehárs Operette Die lustige Witwe, die zu Hitlers Lieblingswerken gehörte. Die Verwendung von Motiven dieser Melodie wird ihrerseits von Béla Bartók in seinem Konzert für Orchester (Mittelteil des 4. Satzes) zitiert, das auch unter dem Eindruck der faschistischen Herrschaft in Europa entstand. In seinen Memoiren spricht Schostakowitsch immer wieder davon, dass seine Sinfonien Requiems für die Opfer der Gewaltherrschaft seien. Ein klares Indiz über den tatsächlichen Charakter des „Invasionsthemas“ findet sich aber auch in der musikalischen Analyse: es erinnert an das Gewaltthema aus Schostakowitschs Oper Lady Macbeth von Mzensk.
Der Inanspruchnahme des Werkes durch die stalinistische Propaganda entzieht es sich auch durch eine weitere Merkwürdigkeit: Auf dem Höhepunkt der Variationen, auf denen scheinbar eine „Gegenkraft“ einsetzt – dies sollte die Rote Armee symbolisieren –, entsteht keinesfalls etwas musikalisch Neues, vielmehr wird das Material des „Invasionsthemas“ mit seiner Charakteristik aus dem Gewaltmotiv weiterhin verwendet. Diese fehlende „Gegenkraft“ wurde erst nach dem Krieg, im Rahmen der neuen künstlerischen Dogmen und der erneuten Denunziationen, etwa durch Schdanow, thematisiert und brachte Schostakowitsch sehr viel Kritik ein.

### 2. SatzModerato (poco Allegretto)
Der zweite Satz erinnert teilweise an ein Scherzo, Schostakowitsch selbst merkte an, dass hier „Humor vorhanden“ sei. Zum Humor bei Schostakowitsch sei auf den zweiten Satz seiner 13. Sinfonie hingewiesen, in der vor allem der fehlende Humor einer grausamen Staatsführung thematisiert und Terror und Gewalt gegenübergestellt wird.
Auch im zweiten Satz finden sich wieder Motive, die an das Gewaltthema aus Lady Macbeth von Mzensk erinnern. Diese Verarbeitungen lassen in Verbindung mit Schostakowitschs ursprünglicher Satzbezeichnung „Erinnerungen“ einige Schlüsse zu: Wiederum begegnet dem Hörer hier die trügerische Idylle einer scheinbar friedlichen Vorkriegszeit, die aber eben durch die Verwendung der Gewaltmotive schon den Terror und die Gewalt des Krieges in sich trug. Klarheit entsteht erst mit dem Eintritt des Trios, das von den zwei Hauptsätzen eingeschlossen wird: ein schriller Walzer voller Klänge, die an Militärsignale erinnern, eingebettet in eine gnadenlose Motorik.

### 3. SatzAdagio
Im dritten Satz tritt eine Choralsatzstruktur auf. Der Eindruck einer Kirchenorgel wird durch die Dominanz von Holzbläsern verstärkt. Dies kann zwei Hinweise beinhalten: Einerseits ist die Wiederaufnahme der Glockensymbolik als bedeutender Teil der russischen Musiktradition Symbol des Volkes, andererseits sind Anklänge an Strawinskis Psalmensinfonie unverkennbar. Der dritte Satz in der Psalmensinfonie kann so auch durchaus interessant für eine Deutung von Schostakowitschs Siebter sein, da auch Strawinski den Inhalt der Musik, den 150. Psalm, deutlich durch die zurückhaltende Komposition kontrastierte.
Ein für Schostakowitsch typisches Stilmittel findet sich schließlich im Trio des Satzes: ein Zirkusmarsch. Zirkusmärsche, bzw. Grotesken von Militärmärschen, dienten ihm immer als Symbolik einer selbstherrlichen Führung. Besonders deutlich wird dies zum Beispiel im fünften Satz der 9. Sinfonie.

### 4. SatzAllegro non troppo
Der letzte Satz sollte das buchstäbliche Finale einer Kriegssinfonie darstellen, also den Sieg. Tatsächlich scheint es so, als würde Schostakowitsch das anfänglich einzige Thema immer stärker verdichten. Allerdings tritt an die Stelle des heroischen Sieges ein ebenfalls typisches Stilmittel für die Kompositionen Schostakowitschs: eine langsame barocke Form, hier eine Sarabande. Diese barocken Formen tauchen vor allem in den Kriegskompositionen gehäuft auf und sind immer Mittel der Trauer. Schostakowitsch kontrastiert diese Trauermelodien gerne mit grotesken Formen und stellt so einen direkten Zusammenhang dar. In den Kriegssinfonien, vor allem in der achten, stehen diese langsamen barocken Formen immer Zirkusmärschen und Ähnlichem gegenüber. Es wird so das Leiden von unzähligen Menschen verdeutlicht, das durch die Zirkusmärsche und Militäranklänge in direktem Zusammenhang mit der brutalen Gewalt durch die Auslöser des Krieges gestellt wird.

## Orchesterbesetzung
Piccoloflöte, 2 große Flöten (zweite auch Altflöte), 2 Oboen, Englischhorn, kleine Klarinette (in Es), 2 Klarinetten (in B und A), Bassklarinette (in B), 2 Fagotte, Kontrafagott, 4 Hörner, 3 Trompeten, 3 Posaunen, Basstuba, Pauken, große und kleine Trommel, Triangel, Becken, Xylophon, Tamtam, Tamburin, Klavier, 2 Harfen, I. und II. Violinen, Bratsche, Violoncello, Kontrabass, Fernorchester mit 4 Hörnern, 3 Trompeten, 3 Posaunen

## Leningrader Premiere und Rezeption
Die Premiere der 7. Sinfonie im belagerten Leningrad fand am 9. August 1942 statt. Sie wurde auch von allen sowjetischen Rundfunksendern und mit Lautsprechern in der Stadt übertragen und war auch von den deutschen Truppen zu hören. Die Aufführung des Leningrader Rundfunkorchesters unter Leitung von Karl Eliasberg wurde zu einer staatlich organisierten und von der Roten Armee ermöglichten Aufführung, die in ihrer Dramatik vielleicht einem Traum von Wagner, Skriabin, Awraamow oder Stockhausen hätte entspringen können. Der sowjetische Oberbefehlshaber der Leningrader Front, General Goworow, befahl eine vorhergehende Bombardierung deutscher Artilleriestellungen, um einen ungestörten Empfang der Sinfonie zu gewährleisten.
Mit ein paar wenigen Korrekturen wurde diese Sinfonie zu einem wahren Symbol des Antifaschismus, nicht nur in der Sowjetunion, sondern auch in den USA. Dabei wurde der Boléro-Teil eindeutig als Parodie auf die deutschen Angreifer interpretiert. Dafür steht schon die Melodie dieses Teils, die dann auch in den folgenden Variationen einen stumpfen, sklavischen, gedanken- und talentlosen, höchst unkreativen Fleiß verkörpert. Andererseits erkennt man hier das für Schostakowitsch typisch verbissene Groteske, das man ebenso gut als gegen russische Kommunisten und Stalin persönlich gerichtet wahrnehmen kann.
Schostakowitsch nutzte das „Invasionsthema“ auch bei der Darstellung des deutschen Einmarsches in die Sowjetunion und der Verteidigung Moskaus 1941 im Propagandafilm Der Fall von Berlin von Michail Tschiaureli aus dem Jahr 1950, zu dem Schostakowitsch selbst die Filmmusik komponierte.
Das Gemälde Musik („Music“) von Janet Sobel (1944) war von Schostakowitschs siebter Sinfonie inspiriert, die in einer von Krieg und Blutvergießen zerrissenen Welt handelt. „Seine Musik hat mich so angeregt, und ich habe versucht, diese Gefühle in meinem Bild darzustellen“, erzählte sie Sidney Janis.

## Belletristische und filmische Rezeption
- Sachar Agranenko (Regie): Leningrader Sinfonie. 1957, Sowjetunion, Mosfilm, 95 Min, Spielfilm über die erste Aufführung der 7. Sinfonie in belagerten Leningrad
- Sarah Quigley: Der Dirigent. Aufbau, Berlin 2012, ISBN 978-3-351-03502-0. (Roman über die Entstehung der 7. Sinfonie)
- Carsten Gutschmidt, Christian Frey (Regie): Leningrad Symphonie, eine Stadt kämpft um ihr Leben. 2017, Deutschland, 90 Min, Spielfilm mit Dokumentarszenen und Zeitzeugen-Interviews, NDR, arte u. a.; Senderangaben bei arte-tv, (Memento vom 27. Februar 2018 im Internet Archive) Feb. 2018, Trailer nicht mehr verfügbar, Produktion: Gebrüder Beetz Filmproduktion